# 观音阁 (永胜)

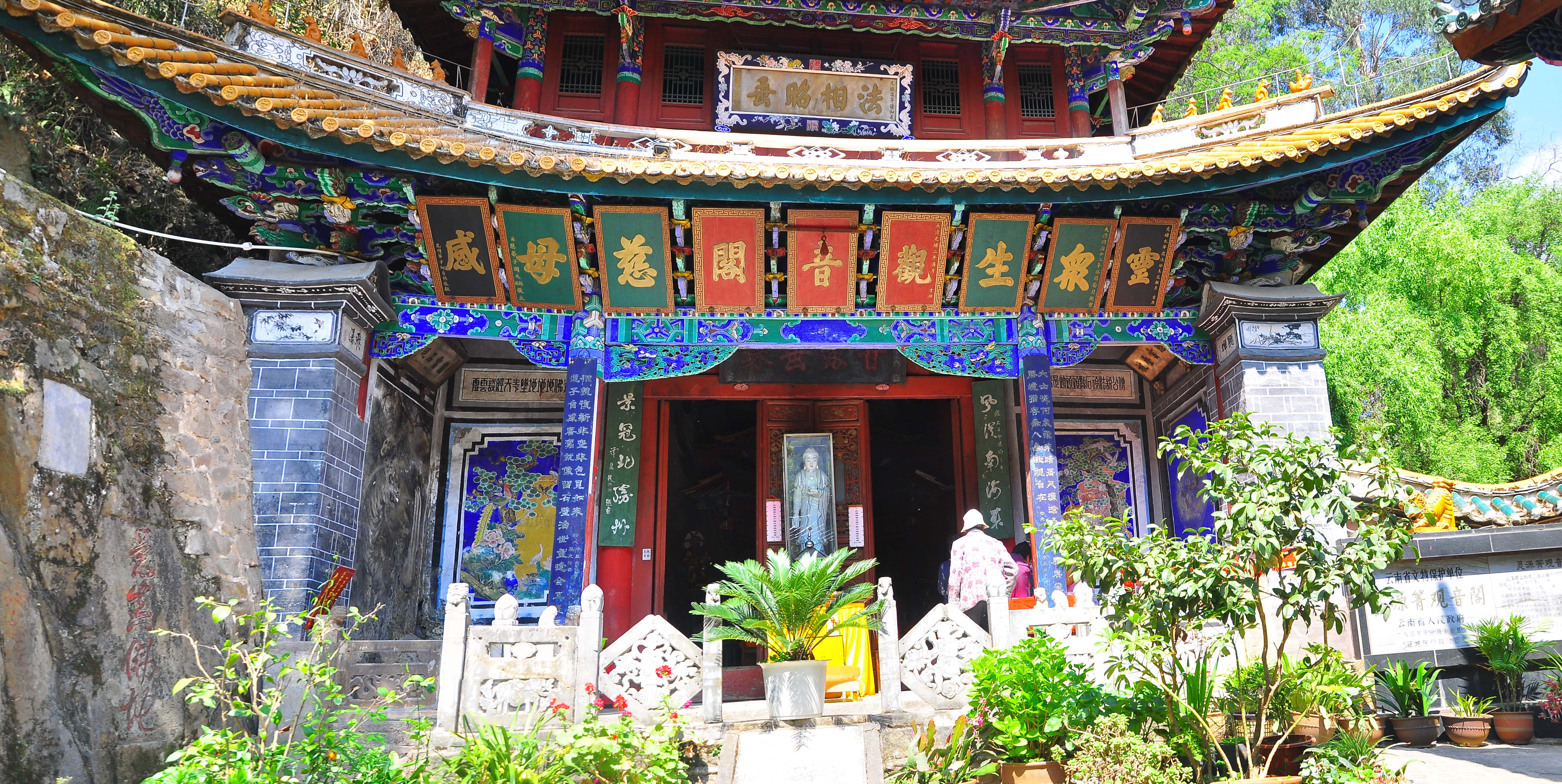
观音阁

观音阁也称灵源观音寺，是一处位于中国云南省丽江市永胜县县城永北镇东郊灵源箐（观音箐）内的古建筑。

## 历史
观音阁正殿始建年代不详，曾多次毁于兵燹。现存建筑为清光绪二年（1876年）重建。寺内殿中石壁上刻有观音像，像旁注“唐吴道子笔”，系大理国时期，当地世袭知州高氏遣使臣赴中原内地求取佛经典籍时传入。

## 现状
观音阁南傍危崖，北临灵源箐河，殿外有大理石镶制的栏杆走廊，内殿是用精致的木雕作为屏蔽，石壁上的观音像高1.78米，宽0.75米，造型优美，镌刻细致。1993年11月，灵源箐观音阁被公布为第四批云南省文物保护单位。2013年以“观音阁石刻造像”的名称公布为第七批全国重点文物保护单位。